# 하의북국민학교 개도분교
하의북국민학교 개도분교는 대한민국 전라남도 신안군 하의면 개도길 15(후광리 산 210-10)에 있었던 초등학교이다.

## 연혁
- 1965년 11월 18일 하의북국민학교 개도분교 개교
- 1967년 4월 1일 도서벽지학교 '갑'급 지정
- 1986년 1월 1일 도서벽지학교 '가'급 조정
- 1995년 3월 1일 폐교 및 하의국민학교 통폐합